# Natalia Kuziútina
Natalia Yúrievna Kuziútina –en ruso, Наталья Юрьевна Кузютина– (Briansk, 8 de mayo de 1989) es una deportista rusa que compite en judo.
Participó en los Juegos Olímpicos de Río de Janeiro 2016, obteniendo una medalla de bronce en la categoría de –52 kg. En los Juegos Europeos consiguió dos medallas, plata en Minsk 2019 y bronce en Bakú 2015.
Ha ganado cuatro medallas en el Campeonato Mundial de Judo entre los años 2010 y 2019, y ocho medallas en el Campeonato Europeo de Judo entre los años 2009 y 2019.

## Palmarés internacional
| Juegos Olímpicos   | Juegos Olímpicos        | Juegos Olímpicos  | Juegos Olímpicos |
| Año                | Lugar                   | Medalla           | Categoría        |
| ------------------ | ----------------------- | ----------------- | ---------------- |
| 2016               | Río de Janeiro (Brasil) | Medalla de bronce | –52 kg           |
| Campeonato Mundial |                         |                   |                  |
| Año                | Lugar                   | Medalla           | Categoría        |
| 2010               | Tokio (Japón)           | Medalla de bronce | –52 kg           |
| 2014               | Cheliábinsk (Rusia)     | Medalla de bronce | –52 kg           |
| 2017               | Budapest (Hungría)      | Medalla de bronce | –52 kg           |
| 2019               | Tokio (Japón)           | Medalla de plata  | –52 kg           |
| Juegos Europeos    |                         |                   |                  |
| Año                | Lugar                   | Medalla           | Categoría        |
| 2015               | Bakú (Azerbaiyán)       | Medalla de bronce | –52 kg           |
| 2019               | Minsk (Bielorrusia)     | Medalla de plata  | –52 kg           |
| Campeonato Europeo |                         |                   |                  |
| Año                | Lugar                   | Medalla           | Categoría        |
| 2009               | Tiflis (Georgia)        | Medalla de oro    | –52 kg           |
| 2010               | Viena (Austria)         | Medalla de oro    | –52 kg           |
| 2012               | Cheliábinsk (Rusia)     | Medalla de plata  | –52 kg           |
| 2013               | Budapest (Hungría)      | Medalla de oro    | –52 kg           |
| 2014               | Montpellier (Francia)   | Medalla de plata  | –52 kg           |
| 2015               | Bakú (Azerbaiyán)       | Medalla de bronce | –52 kg           |
| 2018               | Tel Aviv (Israel)       | Medalla de oro    | –52 kg           |
| 2019               | Minsk (Bielorrusia)     | Medalla de plata  | –52 kg           |